# Xylobium leontoglossum
Xylobium leontoglossum là một loài thực vật có hoa trong họ Lan. Loài này được (Rchb.f.) Benth. ex Rolfe miêu tả khoa học đầu tiên năm 1889.